# Arctosa andina
Arctosa andina är en spindelart som först beskrevs av Chamberlin 1916.  Arctosa andina ingår i släktet Arctosa och familjen vargspindlar.
Artens utbredningsområde är Peru. Inga underarter finns listade i Catalogue of Life.